# Javichthys kailolae
Javichthys kailolae là loài cá biển duy nhất thuộc chi Javichthys trong họ Cá nóc. Loài này được mô tả lần đầu tiên vào năm 1985.

## Danh pháp khoa học
Từ Javichthys trong danh pháp khoa học của J. kailolae, được đặt theo tên của nơi đầu tiên tìm thấy loài cá này, phía nam đảo Java. Còn kailolae được đặt theo tên của nhà ngư học Patricia Kailola, nhằm ghi nhận những đóng góp của bà trong việc nghiên cứu các loài cá Ấn Độ Dương - Thái Bình Dương.

## Phân bố và môi trường sống
J. kailolae có phạm vi phân bố ở vùng biển Tây Thái Bình Dương. Loài này được tìm thấy tại 2 vị trí: eo biển Bali, Indonesia và ngoài khơi Batangas, Philippines. J. kailolae sống xung quanh các rạn san hô ở những vùng nước gần bờ trên đáy cát và bùn, hoặc tập trung ở các khu vực cửa sông; độ sâu khoảng từ 62 đến 68 m.

## Mô tả
Chiều dài cơ thể lớn nhất được ghi nhận ở J. kailolae là khoảng 6,8 cm. Thân thuôn dài, hình bầu dục. Màu sắc của các mẫu vật (dã được bảo quản trong rượu): lưng màu nâu xám, trải rộng xuống 2/3 vùng má. Vùng cơ thể còn lại màu trắng với nhiều vệt đốm xám. Các vây có màu vàng lục. Vây lưng và đuôi màu xám đậm; các vây còn lại không màu.
Cũng như những loài cá nóc khác, C. figueiredoi có khả năng sản xuất và tích lũy các độc tố như tetrodotoxin và saxitoxin trong da, tuyến sinh dục và gan. Mức độ độc tính khác nhau tùy theo từng loài, và cũng phụ thuộc vào khu vực địa lý và mùa.
Số gai ở vây lưng: 0; Số tia vây mềm ở vây lưng: 8 - 9; Số gai ở vây hậu môn: 0; Số tia vây mềm ở vây hậu môn: 6; Số tia vây mềm ở vây ngực: 16 - 17; Số tia vây mềm ở vây đuôi: 11.